# Barbie in The Nutcracker
Barbie in The Nutcracker (en español: Barbie en el Cascanueces) es una película de animación y movimiento de 2001, de Barbie directa a video dirigida por Owen Hurley. Fue la primera película de Barbie desde el video de entrenamiento ¡Baila! Ejercicios con Barbie en 1992. 
Barbie en el Cascanueces es la primera de la serie de películas de animación por computadora de Barbie, todas ellas con la voz de Kelly Sheridan como protagonista a Barbie. La historia está vagamente adaptada del cuento de  Ernst Theodor Amadeus Hoffmann "El Cascanueces y el Rey de los Ratones" y utiliza la música del ballet de Chaikovski El cascanueces. La película incluye una cantidad sustancial de captura de movimiento, incluyendo danzas ejecutadas por los miembros de la New York City Ballet.
Esta fue la película más taquillera de la serie Barbie. De hecho, recaudó 150 millones de dólares en ventas totales y se vendieron más de 3,4 millones de unidades en DVD en 2002.

## Trama
La historia está contada por Barbie a su hermana menor Kelly como una forma de animarla cuando ella es incapaz de realizar un movimiento de ballet y tiene miedo de ir al escenario. 
Clara vive con su abuelo Drosselmeyer y su hermano menor, Tommy. En la Nochebuena, la familia recibe una visita sorpresa de la simpática tía Elizabeth, que viene con regalos para sus sobrinos. Clara recibe un cascanueces y Elizabeth le dice que en el interior, late el corazón de un príncipe. Tommy trata de llevárselo para jugar con él, Clara lo trata de impedir y en la pelea, le rompen un brazo. 
Clara se las arregla para fijar el Cascanueces y se duerme cerca del árbol de Navidad, pero justo a la medianoche, ella se despierta sobresaltada por el ruido que hace un ratón al comer una galleta y ve a su Cascanueces luchando contra el Rey Ratón y su ejército. Cuando Clara trata de ayudar, el rey de los ratones la encoge a su tamaño, sigue la pelea y como el Rey le lleva ventaja al Cascanueces Clara le arroja uno de sus zapatos que desmaya al Rey al darle en el medio de la cara. Al ver esto el ejército se retira rápidamente.
El Cascanueces le revela a Clara que ha sido hechizado y trata de encontrar a la princesa de Azúcar, la única persona que puede detener el Rey Ratón para que se apodere de su mundo. Siguiendo el consejo de la lechuza sabía del reloj de péndulo, el Cascanueces le sugiere a Clara que la siga, ya que la princesa de Azúcar es la única que puede hacer que Clara vuelva a su tamaño original de nuevo. La lechuza le da a Clara un medallón en forma de corazón y con un adorno de bailarina de ballet. Este medallón tiene el poder de enviarla a casa después de encontrar a la princesa de Azúcar. Con ello, el Cascanueces y Clara emprenden el viaje. 
Los dos viajan a la Tierra de los Dulces, donde los locales revelan que el heredero legítimo al trono, el príncipe Erik, ha desaparecido a raíz de los intentos del rey de los ratones para conquistar el mundo. Clara rápidamente se da cuenta de que su cascanueces es el príncipe desaparecido y él le revela que su irresponsabilidad es la razón por la que estaba encantado por el Rey Ratón. Él sabe que tiene que tomar la responsabilidad por sus acciones pasadas. Tiene la esperanza de redimirse al encontrar a la princesa de Azúcar y hacer las cosas bien de nuevo. 
Mientras tanto, el Rey Ratón intenta aprender más sobre la princesa de Azúcar pero solo encuentra una referencia a ella: Ella es amable, inteligente y valiente. Furioso, transforma uno de los pilares de su castillo en un gigante de roca y le ordena ir tras ellos con la esperanza de detener al Cascanueces antes de que pueda llegar hasta ella. 
Junto con el arrogante Mayor Menta y el Capitán Caramelo, el grupo comienza a buscar a la princesa de Azúcar y para derrotar al Rey Ratón, que está viendo y tratando de sabotearlos en el camino. Después de cruzar el Mar de las Tormentas, el grupo llega a la isla de la princesa de Azúcar. Cuando Clara se separa del grupo, que son capturados por el rey de los ratones, se aventura sola al palacio del Rey Ratón para liberar a sus amigos. 
Después de ser rescatado, el Cascanueces libra una batalla final con el Rey Ratón. Así como el Rey aparentemente obtiene una ventaja sobre el Cascanueces, Clara salta entre ellos. El rey intenta convertir a Clara más chica, pero el Cascanueces utiliza su espada para desviar la magia del rey de los ratones de vuelta a sí mismo. El Rey Ratón se encoge al tamaño de un ratón y huye por las alcantarillas. 
El Cascanueces aparentemente ha sido herido, y Clara lo besa, después de lo cual se restaura a su verdadera forma - él vuelve a ser el príncipe Erik, y Clara, porque ella fue capaz de romper el hechizo, se revela como la princesa de Azúcar-. Su traje se transforma en un hermoso vestido y Erik es coronado rey. La pareja, que se ha enamorado uno del otro, danzan con los ciudadanos de la Tierra de Dulces para celebrar su victoria. Erik le pregunta si quiere volver a casa pero Clara le dice que en el corazón, ella ya está en su hogar. 
Sin embargo, el Rey Ratón encogido hace un último intento para derrotar a Clara. Él abate sobre Clara sobre el lomo de su murciélago, se roba el corazón en forma de medallón de Clara y lo abre. Una niña del pueblo le lanza una bola de nieve creyendo que así puede ayudar, el Ratón se cae al suelo y muere aparentemente. Clara comienza a desaparecer. Erik está consternado y le grita: "Te amo". 
Clara se despierta en la sala, donde se quedó dormida. Ella busca a su Cascanueces, pero no lo encuentra. Ella corre con su abuelo que desmiente la historia como obra de su imaginación. En ese momento, la tía Elizabeth vuelve con un joven que se parece a Erik. Revelando que él era un amigo, ella insiste en que se quede a cenar y se lleva al abuelo Drosselmeyer y a Tommy lejos. Erik le devuelve el medallón y la pareja baila vals. Después se ve un globo de nieve que muestra al príncipe y a la princesa de Azúcar bailando felizmente en el patio del Palacio. 
La historia vuelve con Kelly y Barbie. Kelly se da cuenta de la importancia de no darse por vencida y hace un intento más por hacer el paso de ballet que no puede completar. Kelly y Barbie bailan con la música y Kelly finalmente logra hacer el paso bien.

## Reparto
| Personaje                       | Voz Original Estados Unidos | Voz de Doblaje en Venezuela | Voz de Doblaje en España  |
| ------------------------------- | --------------------------- | --------------------------- | ------------------------- |
| Barbie/Clara                    | Kelly Sheridan              | Melanie Henríquez           | Mar Bordallo              |
| El Cascanueces/Príncipe Eric    | Kirby Morrow                | Luis Carreño                | José Manuel Rodríguez     |
| El Rey Ratón                    | Tim Curry                   | José Gómez                  | Carlos Ysbert             |
| Pimm, el murciélago             | Peter Kelamis               | Armando Volcanes            | José Padilla              |
| Major Menta                     | Christopher Gaze            | Óscar Zuloaga               | Héctor Cantolla           |
| Capitán Caramelo                | Ian James Corlett           | Alfonso Soto                | Rafael Alonso Naranjo Jr. |
| Kelly                           | Chantal Strand              | Anabella Silva              |                           |
| Tía Elizabeth Drosselmayer/Búho | Kathleen Barr               | Isabel Vara                 | María Antonia Rodríguez   |
| Abuelo Drosselmayer             | French Tickner              | Héctor Isturde              | Claudio Rodríguez         |
| Tommy                           | Alex Doduk                  | Víctor Díaz                 | Axel Amigo                |
| Niña Menta                      | Britt McKillip              | Esther Daniela Meneses      | Olivia Caneda             |
| Niño Jengibre                   | Danny McKinnon              | Ricardo Sorondo             | Raúl Alcañiz              |
| Hadas                           | Shona Gailbraith            |                             |                           |

## Producción
Barbie en el Cascanueces fue coreografiado por Peter Martins, el maestro-jefe del New York City Ballet. La banda sonora de la película está basada en la partitura del músico Chaikovski para El cascanueces, y fue interpretada por la Orquesta Sinfónica de Londres.
Las secuencias de ballet de la película presentan el movimiento de bailarines del New York City Ballet animados por ordenador a través de imágenes de captura de movimiento. El trabajo de un único animador se dedicó a animar el movimiento del cabello de Barbie.

### Bailarines del New York City Ballet
- Charles Askegard como el Príncipe Eric.[10]
- Maria Kowroski como Barbie/Clara.
- Benjamin Millipied
- Nora Y. Mullman
- Abi Stafford
- Yue Nhice Fraile como la princesa bailarina.

## Lanzamiento en cines
Barbie en el Cascanueces fue lanzado en VHS el 2 de octubre de 2001 y en DVD el 23 de octubre de 2001 por Artisan Home Entertainment bajo el lema Family Home Entertainment. Ese mismo día, la película tuvo un estreno limitado en salas de cine estadounidenses durante una semana. La película fue relanzada en DVD por Universal Studios Home Entertainment el 5 de octubre de 2010

## Premios y nominaciones
| Año  | Premio               | Categoría                          | Nominados                      | Resultado | Ref   |
| ---- | -------------------- | ---------------------------------- | ------------------------------ | --------- | ----- |
| 2001 | Video Premiere Award | Best Animated Video Premiere Movie | Película                       | Ganadora  | [ 1 ] |
| 2001 | Video Premiere Award | Best Character Performances        | Peter Kelamis y Kelly Sheridan | Nominados | [ 1 ] |